# Cerhovice
Cerhovice è un comune mercato della Repubblica Ceca facente parte del distretto di Beroun, in Boemia Centrale.